# Galak-Z: The Dimensional
Galak-Z: The Dimensional est un jeu vidéo de type rogue-like et shoot 'em up développé et édité par 17-Bit, sorti en 2015 sur Windows, Mac, Linux et PlayStation 4
Une édition complète nommée GALAK-Z: The Void: Deluxe Edition, regroupant le jeu original sorti sur PlayStation 4 ainsi que le DLC The Void, est sortie le 26 mars 2019 sur Nintendo Switch.

## Accueil
- IGN : 8,3/10[4]